# Riserva naturale Tarsia
La Riserva naturale regionale del Lago di Tarsia è un'area naturale protetta situata nei comuni di Tarsia e Santa Sofia d'Epiro, in provincia di Cosenza. La riserva occupa una superficie di 450,00 ettari ed è stata istituita nel 1990.